# Ялинковий провулок (Київ, Бортничі)
Ялинковий провулок — провулок у Дарницькому районі міста Київ, у місцевості Бортничі. Пролягає від вулиці Варвари Маслюченко до кінця забудови.
На Картах Google Ялинковий провулок помилково позначений під назвою Інженерний, але провулок із такою назвою пролягає поруч, паралельно Ялинковому.

## Історія
Провулок виник у XX столітті, офіційна назва зафіксована у 2010-х роках. Цікаво, що у тому ж Дарницькому районі є ще один провулок із такою назвою.